# Marketingstrategie
Als Marketingstrategie wird eine Unternehmensstrategie bezeichnet, die ein langfristig ausgerichtetes, planvolles Vorgehen zur Realisierung der Marketingziele im Rahmen eines Marketingplans zum Gegenstand hat. 

## Allgemeines
Dabei lassen sich drei Sichtweisen unterscheiden. Zum einen kann man die Marketingstrategie als eine von mehreren Funktionsstrategien wie zum Beispiel Produktions-, Personal- oder Vertriebsstrategie interpretieren. Nach der zweiten Sichtweise wird die Marketingstrategie mit der Unternehmensstrategie gleichgesetzt. Die dritte Sichtweise beschreibt die Marketingstrategie als die vorrangige oder dominierende Funktionsstrategie, nach der sich die anderen Strategien richten müssen. Das ist nach dem Ausgleichgesetz der Planung von Erich Gutenberg vor allem dann der Fall, wenn das Marketing den zentralen Engpass im Unternehmen darstellt (in der Regel auf gesättigten Märkten).
Wenn alle Unternehmen im Wettbewerb um Kunden und Marktanteile die gleichen, aus Theorie (in Business Schools gelehrten) und Praxis bekannten Strategien anwenden, können sie kaum einen Wettbewerbsvorteil erzielen. Deswegen schlägt Costas Markides eine sehr einfache Definition des Begriffs vor. Demnach besteht eine erfolgreiche Marketingstrategie aus fünf bis sechs kreativen Ideen, wie man diesen Wettbewerb gewinnen kann. Siehe zum Beispiel den Wettbewerb auf dem Markt für Smartphones.
Beispiele für grundlegende Marketingstrategien sind:
- Klassifizierung nach verschiedenen Perspektiven:[3]
  - Wachstum: Expansion, Konsolidierung, Schrumpfung
  - Wettbewerb: Angriff, Verteidigung, Ausweichen, Überholen
  - Portfolio: Abschöpfung, Investition, Segmentierung, Differenzierung
  - Integration: Vorwärts (zum Endprodukt hin), Rückwärts (zum Rohstoff hin), lateral (beides)
  - Synergie: Werkstoff-, Technologie-, Vertriebs- oder Personalorientiert
  - Breite: Konzentration (auf Kernkompetenzen), Streuung (auf mehrere Produkte und Märkte)
  - Entwicklung: Innovation, Durchdringung (neue Segmente für das gleiche Produkt), Marktentwicklung (Schaffung neuer Märkte oder Anwendungsmöglichkeiten), Produktentwicklung (neue Varianten von Produkten oder Dienstleistungen)
- Weitere Möglichkeiten der Klassifizierung
  - Marktwahlstrategie (Marktfeld, Marktplatzierung, Marktabdeckungsstrategie, Marktarealstrategie)
  - Marktteilnehmerstrategie (abnehmer-, konkurrenz-, handels-, anspruchsgruppengerichtete Strategien)

Eine Marketingstrategie ist die Grundlage für die Planung der optimalen Kombination der Marketinginstrumente wie zum Beispiel Produkt-, Preisgestaltung, Distributionsstrategie, Kommunikationsstrategie (Marketing-Mix). 
Zur Findung von Marketingstrategien und deren Bewertung dienen verschiedene Analyseverfahren (SWOT-Analyse, Portfoliomodell, PIMS, Gap-Analyse, Erfahrungskurve, Lebenszyklusmodelle etc.). Durch diese und weitere Analysen soll die Ausgangssituation des Unternehmens möglichst genau bestimmt werden. Es folgen die Beschreibungen und Definitionen der Zielsetzungen, die Planungen der Maßnahmen zur Erreichung der gesetzten Ziele, die Durchführung der Maßnahmen und die Erfolgskontrolle.